# Sarcopyramis bodinieri
Sarcopyramis bodinieri är en tvåhjärtbladig växtart som beskrevs av Augustin Abel Hector Léveillé och Eugène Vaniot. Sarcopyramis bodinieri ingår i släktet Sarcopyramis och familjen Melastomataceae. Inga underarter finns listade i Catalogue of Life.